# Град Сталаћ
Град Сталаћ је насеље у Србији у општини Ћићевац у Расинском округу. Према попису из 2022. има 555 становника (према попису из 2011. било је 693 становника).

## Демографија
У насељу Град Сталаћ живи 675 пунолетних становника, а просечна старост становништва износи 45,5 година (43,3 код мушкараца и 47,6 код жена). У насељу има 213 домаћинстава, а просечан број чланова по домаћинству је 3,76.
Ово насеље је великим делом насељено Србима (према попису из 2002. године).
|  |

| Демографија | Демографија | Демографија |
| Година      | Становника  | Становника  |
| ----------- | ----------- | ----------- |
| 1948.       | 992         |             |
| 1953.       | 1.191       |             |
| 1961.       | 1.166       |             |
| 1971.       | 1.055       |             |
| 1981.       | 1.027       |             |
| 1991.       | 888         | 880         |
| 2002.       | 800         | 814         |
| 2011.       | 693         |             |
| 2022.       | 555         |             |

| Етнички састав према попису из 2002.‍ | Етнички састав према попису из 2002.‍ | Етнички састав према попису из 2002.‍ | Етнички састав према попису из 2002.‍ | Етнички састав према попису из 2002.‍ |
| ------------------------------------ | ------------------------------------ | ------------------------------------ | ------------------------------------ | ------------------------------------ |
|                                      |                                      |                                      |                                      |                                      |
| Срби                                 | Срби                                 |                                      | 796                                  | 99,5%                                |
| Бугари                               | Бугари                               |                                      | 2                                    | 0,25%                                |
| Руси                                 | Руси                                 |                                      | 1                                    | 0,12%                                |
| непознато                            | непознато                            |                                      | 1                                    | 0,12%                                |

| Година пописа     | 1948. | 1953. | 1961. | 1971. | 1981. | 1991. | 2002. |
| ----------------- | ----- | ----- | ----- | ----- | ----- | ----- | ----- |
| Број домаћинстава | 210   | 249   | 256   | 249   | 235   | 222   | 213   |

| Број чланова      | 1  | 2  | 3  | 4  | 5  | 6  | 7  | 8 | 9 | 10 и више | Просек |
| ----------------- | -- | -- | -- | -- | -- | -- | -- | - | - | --------- | ------ |
| Број домаћинстава | 40 | 37 | 29 | 27 | 28 | 27 | 14 | 9 | 1 | 1         | 3,76   |

| Пол    | Укупно | Неожењен/Неудата | Ожењен/Удата | Удовац/Удовица | Разведен/Разведена | Непознато |
| ------ | ------ | ---------------- | ------------ | -------------- | ------------------ | --------- |
| Мушки  | 333    | 62               | 226          | 32             | 12                 | 1         |
| Женски | 365    | 29               | 236          | 86             | 13                 | 1         |
| УКУПНО | 698    | 91               | 462          | 118            | 25                 | 2         |

| Пол    | Укупно                    | Пољопривреда, лов и шумарство | Рибарство                            | Вађење руде и камена | Прерађивачка индустрија       |
| ------ | ------------------------- | ----------------------------- | ------------------------------------ | -------------------- | ----------------------------- |
| Мушки  | 169                       | 28                            | 0                                    | 18                   | 47                            |
| Женски | 85                        | 17                            | 0                                    | 3                    | 29                            |
| УКУПНО | 254                       | 45                            | 0                                    | 21                   | 76                            |
| Пол    | Производња и снабдевање   | Грађевинарство                | Трговина                             | Хотели и ресторани   | Саобраћај, складиштење и везе |
| Мушки  | 0                         | 5                             | 10                                   | 0                    | 26                            |
| Женски | 0                         | 1                             | 12                                   | 0                    | 1                             |
| УКУПНО | 0                         | 6                             | 22                                   | 0                    | 27                            |
| Пол    | Финансијско посредовање   | Некретнине                    | Државна управа и одбрана             | Образовање           | Здравствени и социјални рад   |
| Мушки  | 0                         | 1                             | 5                                    | 4                    | 1                             |
| Женски | 0                         | 1                             | 1                                    | 5                    | 7                             |
| УКУПНО | 0                         | 2                             | 6                                    | 9                    | 8                             |
| Пол    | Остале услужне активности | Приватна домаћинства          | Екстериторијалне организације и тела | Непознато            | Непознато                     |
| Мушки  | 4                         | 0                             | 0                                    | 20                   | 20                            |
| Женски | 0                         | 0                             | 0                                    | 8                    | 8                             |
| УКУПНО | 4                         | 0                             | 0                                    | 28                   | 28                            |